# Rifreddo
Rifreddo là một đô thị tại tỉnh Cuneo trong vùng Piedmont của Italia, vị trí cách khoảng 50 km về phía tây nam của Torino và khoảng 35 km về phía tây bắc của Cuneo. Tại thời điểm ngày 31 tháng 12 năm 2004, đô thị này có dân số 1.071 người và diện tích 6,8 km².
Rifreddo giáp các đô thị: Envie, Gambasca, Revello và Sanfront.